# Abdruck (Journalistenpreis)
Abdruck ist ein Journalistenpreis für zahnmedizinische und zahntechnische Themen.
Seit 2006 wird jährlich der Journalistenpreis Abdruck vergeben. Die Jury setzt sich aus einem Hochschullehrer, einem Fachjournalisten, einem ehemaligen Preisträger, einem Zahntechnikermeister und dem Geschäftsführer der Initiative proDente zusammen. Der Preis ist mit insgesamt 10.000 € in den vier Kategorien Print, Online, TV und Hörfunk dotiert.
Den Preis vergibt die Initiative proDente, ein Verein, der die Vermittlung von Informationen über Zahnmedizin und Zahntechnik zum Zweck hat. Sie wurde 1998 von 5 Berufsverbänden gegründet und hat ihren Sitz in Köln. Zu den Gründungsverbänden zählt der Freie Verband Deutscher Zahnärzte (FVDZ), seit 2003 tragen die Bundeszahnärztekammer (BZÄK), der Verband der Deutschen Dentalindustrie (VDDI), der Verband der Zahntechniker-Innungen (VDZI) und der Bundesverband Dentalhandel (BVD) den Verein.

## Preisträger
2023
Die Preisverleihung fand auf der 40. Internationalen Dental-Schau in Köln statt.
- Print: Beate Wagner für Beiß Dich nicht durchs Leben (Hirschhausens Stern Gesund leben)
- Online: Astrid Probst für Da ist sie wieder – diese entsetzliche Lücke (Zeit Online)
- Fernsehen: die Redaktion von Doc Fischer für Kopfschmerzen durch Zähneknirschen stoppen: CMD (SWR)
- Hörfunk: Timm Lindenau Super Show für Alles für die Zähne (Fritz).

2022
Die Preisverleihung fand auf der Messe Zahntechnik plus in Leipzig statt.
- Print: Sabine Hoffmann für Neue Methoden & Materialien: So zeigt man gerne Zähne (Hörzu Gesundheit)
- Print: Nele Langosch für Therapie für Zahn und Seele (Psychologie Heute)
- Fernsehen: Rieke Sprotte und die Redaktion Markt für Das Geschäft mit den Zahnschienen (NDR)
- Fernsehen: die Redaktion von Doc Fischer für Parodontitis: Unbehandelt kann sie schwere Krankheiten auslösen (SWR)
- Hörfunk: Lukas Benedikt Kohlenbach für Zähneputzen: Vor oder nach dem Frühstück? (WDR 5 Quarks)
- Online: nicht vergeben

2021
Die Preisverleihung fand auf der 39. Internationalen Dental-Schau in Köln statt.
- Print: Fabian Franke für Mein Kiefer, ein Schraubstock (Die Zeit)
- Online: NetzWerkStatt (SR/funk)
- Fernsehen: Jörg Wolf aus dem Team Odysso für Mikrobiome in der Mundhöhle (SWR)
- Hörfunk: das Team des Kakadu-Kinder-Podcast (Deutschlandfunk Kultur)
- Hörfunk: Vera Block für Zähne zusammen und durch? Über das Zusammenspiel von Kauapparat und Seele (rbbKultur)

2020
Aufgrund der COVID-19-Pandemie fand die Preisverleihung als „Roadshow“ statt, die Preise wurden persönlich auf einer Tour übergeben.
- Print: Swanett Koops für In Luthers Waschsalon trifft Ehrenamt auf Ausbildung (die junge zahnmedizin)
- Online: Andreas Sträter für Zahnaufhellung: Was Bleaching für deine Zähne bedeuten kann (WDR Quarks Online)
- Fernsehen: Redaktion Markt (WDR Fernsehen)
- Hörfunk: Jana Wuttke und Bettina Conradi für Von Zähnen und Menschen (Deutschlandfunk Kultur)

2019
Die Preisverleihung fand auf der 38. Internationalen Dental-Schau in Köln statt.
- Print: Silke Droll für Genug geknirscht (Apotheken Umschau)
- Hörfunk: Thomas Samboll für Bakterienaustausch in der Mundhöhle – Wie Zahnmediziner der Parodontitis vorbeugen wollen (Deutschlandfunk)
- Fernsehen: Redaktion von Visite für Kreidezähne (NDR) und Isabell Seifert für Zu wenig Zahnärzte für Pflegebedürftige (Hallo Niedersachsen)
- Online: nicht vergeben

2018
Die Preisverleihung fand in Köln statt.
- Print: Jakob Simmank für Des Menschen härteste Stelle (Die Zeit) und Sina Horsthemke für Werkstatt fürs Gebiss (Focus Gesundheit)
- Hörfunk: Claudia Scholz für Zahnpflege im Altenheim (Radio Bremen)
- Fernsehen: Redaktionsteam Wissen vor acht für Zahnimplantate – ein Mund voller Überraschungen (ARD) (Wissen vor acht)
- Online: nicht vergeben

2017
- Print: Nutzwerk – die Serviceredaktion für Auf den Zahn gefühlt (Sächsische Zeitung und Freie Presse)
- Hörfunk: Stefanie Peyk für Heilsames Nitrat (SWR 2) und Thomas Samboll für Karies-Check auf der Wohnzimmer-Couch (WDR 5)
- Fernsehen: Greg Verweyen für Schlechte Zähne (MDR)
- Online: nicht vergeben

2016
- Print: Andrea Hennis für Einfach richtig putzen (Focus Gesundheit)
- Hörfunk: Stefan Geier für Gute Zähne, gesunder Körper – Zwischen Hightech und Prophylaxe, gesendet in BR 2
- Fernsehen: Redaktion der Sendung W wie Wissen für die Sendung Zahn um Zahn – Showdown im Mundraum, ausgestrahlt in SWR
- Online: Geraldine Nagel für den Beitrag Molaren-Inzisiven-Hypomineralisation, veröffentlicht in onmeda

2015
- Print: Ulrich Kraft für Nur nicht locker lassen (Focus Diabetes)
- Hörfunk: Stefanie Schramm für Biss in die Zukunft, gesendet in Deutschlandfunk
- Fernsehen: Jörg Wolf Odysso für den Beitrag Zahnpflege im Altersheim, ausgestrahlt im SWR, und Michael Lang Plusminus für den Beitrag Zahnpasta ohne Fluorid, ausgestrahlt in der ARD
- Online: nicht vergeben

2014
- Print: Lucia Schmidt für Herein, Herr Dr. Dent! (Frankfurter Allgemeine Sonntagszeitung)
- Hörfunk: Thomas Samboll für Ab in die Box: Erste Hilfe für ausgeschlagene Zähne, gesendet in WDR 5
- Fernsehen: Redaktion der Sendereihe service:gesundheit für den Beitrag Schleichende Gefahr – Volkskrankheit Parodontitis, ausgestrahlt in HR
- Online: Frederik Jötten für den Beitrag Wir machen uns mal frei, veröffentlicht in Spiegel Online

2013
- Print: Christine Wolfrum für Zähne krank, alles krank? (Apotheken Umschau)
- Hörfunk: Johannes von Creytz für Kinderzähne – Fundament für ein gesundes Gesbiss, gesendet in BR 5
- Fernsehen: Redaktion der Sendereihe service:gesundheit für den Beitrag Endlich wieder schöne Zähne – Zahnimplantate, ausgestrahlt in HR
- Online: Julia Richter für den Beitrag Kaugummi tut nicht nur den Zähnen gut, veröffentlicht in br-online.de

2012
- Print: Iris Humpenöder für Der Zahn der Zeit (Südwest Presse) und Luitgard Marschall für Das Beste für Ihre Zähne (Apotheken Umschau)
- Hörfunk: Detlef Berentzen für Auf den Zahn gefühlt – Die Zahnheilkunde als Spiegel deutscher Sozialgeschichte gesendet in „Wissen“ (SWR 2)
- Fernsehen: nicht vergeben
- Online: Online-Abteilung des Bayerischen Rundfunks für die Seite Gesundheit beginnt im Mund veröffentlicht im (BR)

2011
- Print: Anja Störiko für Bitte Lächeln! (spielen und lernen) und Sylvia Mende für Wie ich die Krone auf den Zahnstummel brachte (Döbelner Anzeiger)
- Hörfunk: Rainer Ulbrich für Der mobile Zahnarzt – Hausbesuch am Pflegebett und Gute Zahnpflege im Heim – das Prophylaxemodell „Teamwerk“ in „Notizbuch“ (BR 2)
- Fernsehen: Redaktion der Sendereihe Visite für die Sendung Parodontitis – kranke Zähne, kranker Mensch, NDR
- Online: nicht vergeben

2010
- Print: Christian Guht für Zahnersatz – Hochwertige Lückenfüller, Apotheken Umschau
- Hörfunk: Sabine Seiferth für Schöne und gesunde Zähne in der Sendereihe NDR – Redezeit
- Fernsehen: Redaktion der Sendereihe Hauptsache Gesund für die Sendung MDR – Zahngesundheit
- Online: nicht vergeben
- Sonderpreis: Barbara Bückmann für den Ratgeber Kieferorthopädie der (Stiftung Warentest)

2009
- Print 1. Preis: Rüdiger Braun für Die Heilkunst des Bewahrens (Stern Gesund leben)
- Print 2. Preis: Tanja Wolf für Der teure Zahn der Zeit (Badische Zeitung)
- elektr. 1. Preis: Manfred Höffken für Zahngesundheit in WDR – Servicezeit Gesundheit
- elektr. 2. Preis: Christina Teuthorn für Am Zahn hängt ein ganzer Mensch in BR 2 – Notizbuch
- Sonderpreis: Tim Nedden und Arnd Schweitzer für den Ratgeber Zähne auf dem Web-Portal des stern

2008
- Print 1. Preis: Kerstin Quassowsky für Schöne Zähne (Bild am Sonntag)
- Print 2. Preis: Manfred Hochmann, stellvertretend für die Redaktion für Artikelserie Zahnersatz aus dem Ausland (Anzeiger für Harlingerland)
- elektr. 1. Preis: Stefan Geier für Hörfunk-Beitrag Leiden für die Schönheit (Bayerischer Rundfunk)
- elektr. 2. Preis: Kirsten Hartje für Fernsehbeitrag Wenn der Schmerz lügt (Radio Bremen)

2007
- Print 1. Preis: Helge Sieger für Expedition in die Mundhöhle (Mannheimer Morgen)
- Print 2. Preis: Jutta Rippegather für Der Zahnarzt kommt ins Haus (Frankfurter Rundschau)
- elektr. 1. Preis: Rainer Praetorius für Fernsehbeitrag Nanotechnologie in der Zahnpasta (WDR)
- elektr. 2. Preis: Ursula Hopf für Fernsehbeitrag Zahnärztin hilft Obdachlosen (ZDF)

2006
- Print 1. Preis: Sven Rohde für Die neue Medizin des Beißens in Stern Gesund leben
- Print 2. Preis: Gabriele Hellwig für AOK-Broschüre Gesunde Zähne
- elektr. 1. Preis: Andrea von Burgsdorf für Fernsehbeitrag Kinderzahnärztin in SAT1
- elektr. 2. Preis: Annette Kanis für Fernsehbeitrag Frontzahnästhetik (ZDF)
- Sonderpreis: Redaktion NZZ Folio, Zeitschrift der Neuen Zürcher Zeitung für Publikation Beim Zahnarzt – ein Traum in Weiss